# العلاقات الفلسطينية الهندية
تأثرت العلاقات الهندية الفلسطينية إلى حد كبير بالنضال من أجل الاستقلال ضد الاستعمار البريطاني. اعترفت الهند بوضع دولة فلسطين بعد إعلان 18 نوفمبر 1988، على الرغم من أن العلاقات بين الهند ومنظمة التحرير الفلسطينية تأسست لأول مرة في عام 1974. بعد استقلال الهند في عام 1947، انتقلت البلاد لدعم حق تقرير المصير الفلسطيني في أعقاب تقسيم الهند البريطانية. في ضوء الانقسام الديني بين الهند وباكستان، كان الدافع لتعزيز العلاقات مع الدول الإسلامية في جميع أنحاء العالم صلة أخرى بدعم الهند للقضية الفلسطينية. على الرغم من أنها بدأت تتعثر في أواخر الثمانينيات والتسعينيات عندما أدى اعتراف إسرائيل إلى تبادلات دبلوماسية، إلا أن الدعم النهائي للقضية الفلسطينية ما زال يمثل مشكلة كامنة. وإلى جانب الاعتراف بتقرير المصير الفلسطيني، كانت العلاقات تعتمد إلى حد كبير على الروابط الاجتماعية والثقافية، في حين أن العلاقات الاقتصادية لم تكن باردة ولا ساخنة. منحت الهند ذات يوم 10 ملايين دولار لدعم الميزانية السنوية الفلسطينية.
كان هنالك تعاون متزايد في المشاريع العسكرية والاستخبارية بين البلدين منذ إقامة العلاقات الدبلوماسية بين الهند وإسرائيل. مهّد انهيار الاتحاد السوفيتي وبروز الأنشطة الإسلاموية المناهضة للدولة في كلا البلدين الطريق أمام تحالف استراتيجي. كان الدعم الهندي لفلسطين فاترًا منذ ذلك الحين، وذلك على الرغم من بقاء الهند على اعترافها بشرعية تطلعات الشعب الفلسطيني.
أصبح رئيس الوزراء ناريندرا مودي أول رئيس وزراء هندي يزور فلسطين في عام 2018.

## المساعدة الهندية لفلسطين
تعهدت الهند في مؤتمر واشنطن للمانحين في أكتوبر عام 1995 بتقديم مليون دولار أمريكي لمساعدة الشعب الفلسطيني. تعهدت الهند، في مؤتمر تعهدات لاحق عُقد في باريس في يناير عام 1996، بمليون دولار أمريكي آخر خُصّص لبناء مركز أنشطة ومكتبة في الكلية التقنية الفلسطينية في دير البلح ومكتبة أخرى في جامعة الأزهر في غزة. تعهدت الهند بمليون دولار أمريكي آخر في مؤتمر دولي آخر للمانحين في واشنطن العاصمة يوم 30 نوفمبر عام 1998. صُرِف مبلغ 300 ألف دولار أمريكي لجامعة الأزهر لبناء طابقين إضافيين لمكتبتها. استُخدِم المبلغ المتبقي لبرنامج تنمية الموارد البشرية.
قدمت الهند 51 فرصة تدريب أمني متخصص للفلسطينيين في مختلف المجالات خلال العام 1997-1998، وقُدِّرت كلفتها بمبلغ 55 لك روبية هندية، وذلك بعد زيارة وفد أمني للهند في مارس عام 1997 برئاسة قائد قوات الأمن الفلسطينية اللواء ناصر يوسف. واصلت الهند تقديم 8 منح دراسية ضمن إطار خطط القنصلية الهندية للعلاقات الثقافية للطلاب الفلسطينيين للدراسات العليا في الهند، وقدمت أيضًا عدة فرص للدورات التدريبية ضمن إطار برنامج التعاون الاقتصادي والتقني الهندي.
أضافت الهند أكثر من 50 فرصة تدريب، بتكلفة قدرها 40,63,000 روبية، إلى الموظفين الفلسطينيين لإقامة دورات تدريبية متخصصة خلال السنة المالية 1998-1999، وأكمل 58 ضابطًا فلسطينيًا تدريبهم. استخدم 38 ضابطًا فلسطينيًا مرافق التدريب خلال السنة المالية 1999-2000. زار رئيس حزب العمل الفلسطيني عباس في أكتوبر عام 2008 نيودلهي حيث التقى برئيس الوزراء الهندي مانموهان سينغ، والذي أعلن عن مساعدة بقيمة 20 مليون دولار للسلطة الفلسطينية، ووعد ببذل كل ما في وسع نيودلهي لمساعدتهم في مساعي السلطة الوطنية الفلسطينية.
ذهب رئيس السلطة الوطنية الفلسطينية محمود عباس بزيارة دولة للهند في سبتمبر عام 2012، وتعهدت خلالها الهند بتقديم مساعدات بقيمة 10 ملايين دولار. قال مسؤولون هنود إنه ثالث تبرع من نوعه، وأضافوا أن نيودلهي ملتزمة بمساعدة مشاريع إنمائية أخرى. تعهدت الهند بدعم مسعى فلسطين للحصول على العضوية الكاملة والمتساوية في الأمم المتحدة. وقّع البلدان على ثلاث اتفاقيات تتعلق ببناء المدارس، وتكنولوجيا المعلومات، ونقل التدريب المهني بعد المحادثات التي جرت بينهما. قال رئيس الوزراء الهندي مانموهان سينغ: «لقد كان دعم القضية الفلسطينية حجر الزاوية في سياسة الهند الخارجية. إنني أكدت على دعم الهند الراسخ لنضال الشعب الفلسطيني من أجل إقامة دولة فلسطينية ذات سيادة ومستقلة وموحدة مع القدس الشرقية كعاصمة لها».

### اللاجئون
وصلت أول مجموعة من اللاجئين الفلسطينيين من العراق إلى الهند في مارس عام 2006. لم يتمكنوا من العثور على عمل في الهند لأنهم يتحدثون العربية فقط، وذلك على الرغم من أن بعضهم وجدوا وظائف مع الشركاء غير الحكوميين للمفوضية السامية للأمم المتحدة لشؤون اللاجئين في الهند. زوِّد جميعم بحرية الوصول إلى المستشفيات الحكومية. وجد 137 من أصل 165 لاجئ فلسطيني من العراق إلى الهند تصريحًا لإعادة التوطين في السويد.

## العلاقات الثقافية
يواصل إرث بوليوود بناء امتيازات القوة الناعمة للهند كما هو الحال في الكثير من دول العالم الثالث الأخرى، بما في ذلك أوروبا الشرقية وجنوب شرق آسيا وأطراف جنوب آسيا.

## العلاقات الدبلوماسية
تأسست ممثلية الهند لدى دولة فلسطين في عام 1996 في مدينة غزة، ثم انتقلت في عام 2003 إلى شارع مهاتما غاندي في بيتونيا بمحافظة رام الله والبيرة.
شغل موكل آرايا منصب ممثل الهند لدى فلسطين منذ أبريل 2021 وحتى وفاته بمقر البعثة الهندية في 6 مارس 2022.

## وصلات خارجية
- Ambassadorial exchanges between Palestine and India
- India's stake in Palestine cause